# TV Caiuás
Nota: Não confundir com TV Caiuá.
A TV Caiuás foi uma emissora de televisão brasileira instalada em Dourados, no Estado do Mato Grosso do Sul. A emissora era sintonizada no Canal 5 VHF e era afiliada à Rede Bandeirantes. Entrou no ar em 1983 e se manteve no ar até o final dos anos 80.[carece de fontes?]

## História
A TV Caiuás entrou no ar no dia 20 de maio de 1983, emissora que foi inaugurado por José Elias Moreira (empresário e ex-prefeito de Dourados, de 1977 a 1982), que já tinha a Rádio Caiuás.
A emissora se tornou a primeira geradora de TV no interior e primeira afiliada à Rede Bandeirantes no Mato Grosso do Sul. Com a torre de TV (maior do Estado) e o transmissor (mais potente do Estado) o sinal do canal 5 chegava à capital Campo Grande (quase 200 km de distância) sem nitidez. Apesar da imagem, o canal 5 de Dourados era bem assistido na capital, principalmente nos fins de semana, quando havia eventos populares e esportivos.
Em Campo Grande, foi inaugurado o escritório da emissora douradense, no Bairro Santa Dorotéia, que funcionava apenas pelo envio de notícias para Dourados. Para tentar melhorar o sinal do canal 5 para Campo Grande, José Elias Moreira usou influência política e econômica para pedir ao Ministério das Comunicações, concessão de retransmissora na capital, sob alegação de não ter geradoras para transmitir a Bandeirantes.
O Ministério das Comunicações, concedeu retransmissora para a Capital, através do canal 13, que posteriormente, o escritório que antes funcionava a emissora apenas pelo envio de notícias de Campo Grande para Dourados, passou ser sede da retransmissora da TV Caiuás. A antena captava o sinal do canal 5 da alta torre, na qual o cabo ligado naquela antena vai até o estúdio, onde convertia o sinal do canal citado (que era excelente, por estar mais alto e não ter muitos acidentes geográficos, como morros ou serras) para o novo canal com os equipamentos no estúdio, na qual o cabo ia até o transmissor para manter o canal 13 no ar sem nenhum chuvisco.
Durante afiliação com a Bandeirantes e a existência da emissora, passaram pela emissora: Luis Rogério de Sá, Rubens Moreira Júnior,Dalva Gonçalves, Márcia Carreri (falecida), Maria Goreth Dal Bosco, Arcênio Athas, Senen Monen Miro, Elizabeth Rocha Salomão, Marcos Antonio, Fábio Dorta (hoje consagrado jornalista e diretor da RIT, mas que na época entrou como auxiliar de cinegrafista), Isabel Cristina Campagnolli, Paulo Sérgio Calhano (“Paulo Portuga”), Laércio Bonifácio, José Ypojucan Ferreira, Lia Nogueira, Antonio Coca, Benê Cantelli, Lucas Miranda, José Guerreiro (falecido), Mauricio Nunes (falecido), Alberi Venâncio, Antônio Carlos Ruiz, Salvador Ribeiro, Ione Ribeiro, Pedro Artur, Valfrido Silva, Antônio Néres da Silva, Antônio César Cordeiro, entre outros.[carece de fontes?]
Por ser parlamentar (deputado federal) e a impossibilidade de assumir o comando da emissora (na lei brasileira, os políticos em mandato, não podem assumir cargos de empresas públicas e privadas, mas podem serem sócios), transferiu comando para seus familiares.
Em 1985, o deputado José Elias Moreira filiou-se ao PTB e ajuda fundar União Democrática Ruralista (UDR) na região da Grande Dourados, sendo apoiado pela entidade na campanha. Moreira defende as privatizações e não se define entre parlamentarismo e presidencialismo. Apesar disso, é considerado de extrema-direita.
No entanto, a família Moreira não conseguiu manter a emissora por muito tempo, pois problemas financeiros e alto custo, aliada a péssima situação econômica do Brasil sob o Governo Sarney (1985-1990), levaram esses familiares a venderem a emissora aos dois grupos.
No final dos Anos 80, o grupo Correio do Estado (que tinha jornais, emissoras de rádios e TVs na capital e interior de Mato Grosso do Sul) comprou a TV Caiuás de Dourados; já o grupo Grupo Matosul (do empreendedorismo de Jovir Perondi) comprou o estúdio de retransmissão da TV Caiuás de Campo Grande. Este mesmo estúdio e escritório do canal 13 dará origem em outubro de 1989, a futura TV Guanandi.
Após a compra desses novos grupos, a TV Caiuás é extinta e muda de nome para TV Dourados.

## Cobertura
- Dourados (sede)
- Campo Grande (Canal 13)
- Centro do Mato Grosso do Sul (Canais 5 e 13)